# Ricardo Londoño
Ricardo Londoño-Bridge (Nascut el 8 d'agost de 1949 a Medellín, Colòmbia) és un pilot automobilístic que va arribar a córrer a la Fórmula 1.
Va ser el primer pilot colombià a disputar curses a la F1, encara que va disputar un únic GP, el Gran Premi de Brasil del 1981 en el que no va qualificar-se per disputar la cursa. · .
Londoño fou assassinat el 18 de juliol de 2009 al departament de Córdoba. Dues persones més també van morir en el tiroteig.

## A la F1
| Any  | Equip  | 1     | 2       | 3   | 4   | 5   | 6   | 7   | 8   | 9  | 10  | 11  | 12  | 13  | 14  | 15  | Posició | Punts |
| ---- | ------ | ----- | ------- | --- | --- | --- | --- | --- | --- | -- | --- | --- | --- | --- | --- | --- | ------- | ----- |
| 1981 | Ensign | O.USA | BRA DNP | ARG | SNM | BEL | MON | ESP | FRA | GB | ALE | AUT | HOL | ITA | CAN | USA | -       | 0 Pts |

### Resum
| Curses: | Victòries: | Pòdiums: | Poles: | Voltes ràpides: | Punts: |
| ------- | ---------- | -------- | ------ | --------------- | ------ |
| 1       | 0          | 0        | 0      | 0               | 0      |